# エントレ・リオス共和国

エントレ・リオス共和国
República de Entre Ríos　

国の標語: "En unión y libertad"（連合と自由）国歌: Himno Nacional de Entre Ríos

エントレ・リオス共和国（スペイン語：República de Entre Ríos）は、アルゼンチンに1年だけ存在した国家。
東方州のホセ・アルティーガスがポルトガル軍に敗れ、連邦同盟が崩壊した後、連邦派のカウディージョだったエントレ・リオス州のフランシスコ・ラミレス将軍はブエノスアイレスの中央集権軍を破り、支配していたエントレ・リオス州とコリエンテス州とミシオネス州を合わせてエントレ・リオス共和国を樹立した。1821年にラミレスが暗殺され、この共和国は1年しか保たなかった。面積は166,980km²だった。